# مذبحة تنس
وفقًا للجنة المسماة باسم "اللجنة الجزائرية للنشطاء الأحرار لكرامة الإنسان وحقوق الإنسان"، التي تقول أن ادعاءاتها مستندة على شهادة الشهود، تم العثور على 173 جثة في غابة المرسى بالقرب من مدينة تنس (شرق الجزائر) في 4 مايو 1994 لأشخاص تم اختطافهم على يد الأجهزة الأمنية و/أو منظمة الجزائريين الأحرار الشبان (OJAL) شبه العسكرية الموالية للحكومة في قرى تاوقريت وأولاد بودوا وسيدي موسى وتلا عيسى بعد مقتل 16 جنديًا على يد مقاتلين إسلاميين في كمين قريب يوم 25 أبريل. ويشمل هذا العدد من الجثث 65 شخصًا تم أخذهم بعيدًا عن مسجد تاوقريت يوم 29 أبريل بوساطة رجال يرتدون زيًا موحدًا، ووجدوا مقتولين خارج القرية. ومع ذلك، ليس واضحًا ما إذا كانت أيًا من هذه الادعاءات قد تم التحقق منها بشكل مستقل أم لا، وتوفر حرب العشرية السوداء في الجزائر دوافع محتملة واضحة للجماعات المعارضة في محاولة لتشويه سمعة الجيش. وإذا كانت الادعاءات صحيحة، فسيكون هذا الأمر واحدًا من أوائل مذابح الحرب الأهلية الجزائرية التي حدثت على نطاق واسع.

## قائمة المصادر
- Comité Algérien des Militants Libres de la Dignité Humaine et des Droits de l'Homme. Livre blanc de la répression (1991-1994), vol. 1, Éditions Hoggar, Genève, 1995, p.&77-84.

## وصلات خارجية
- Les massacres en Algérie, 1992-2004: Dossier no. 2 (PDF)
- Témoignage des citoyens de Ténès